# Енкултурация
Енкултурация или инкултурация е процес, при който човек научава изискванията на култура, с която той или тя е заобиколен, и придобива ценности и поведения, които са подходящи или необходими за тази култура. Като част от процеса влиянията, които ограничават, насочват или оформят индивида (независимо дали в резултат на обмисляне или не) включва родители, други възрастни и приятели, познати. Ако е успешна, енкултурацията има за резултат компетентност в езика, стойностите и ритуалите на една култура.
Процесът на енкултурация е свързан със социализацията. В някои академични полета социализацията се отнася до обмисленото оформяне на индивидите, а в други думата може да се използва като обхващаща както обмислената, така и неформалната (неофициалната, непринудена, всекидневна) енкултурация.